# Ma Tong
Dans ce nom chinois, le nom de famille, Ma, précède le nom personnel Tong.
Pour les articles homonymes, voir Ma.
Ma Tong (en chinois : 马 彤), née le 2 mars 1994 à Tonghua, est une sauteuse à ski chinoise.

## Parcours sportif
Tong Ma commence sa carrière internationale de saut à ski en prenant part à la Coupe continentale le 8 janvier 2011 à Schonach : elle termine 44e et ne marque pas de points. Elle poursuit la saison à Hinterzarten, puis à Braunlage où elle marque ses premiers points, en terminant 27e le 15 puis 28e le 16 janvier 2011. Elle est sélectionnée ensuite pour les Championnats du monde à Oslo, prenant la 39e place.
En février 2012, Tong Ma prend part à sa première manche dans la nouvelle Coupe du monde féminine, à Ljubno, se classant 33e. Au total, elle comptera treize participations à des épreuves de la Coupe du monde, terminant au mieux 32e sur le concours de Rasnov, le 27 janvier 2019.
Aux Championnats du monde junior 2012 à Erzurum, elle se classe dixième et gagne la compétition de saut aux Jeux d'hiver de Chine la même année. Au mois de septembre, elle se blesse au genou lors d'un camp d'entraînement (rupture du ligament croisé) et doit subir une absence de plus d'un an.

## Palmarès

### Championnats du monde
| Épreuve / Édition | Oslo 2011 |
| Individuel        | 39e       |

### Coupe continentale
- Meilleur classement général : 53e en 2012.
- Meilleur résultat :
  - 15e au concours féminin de Liberec le 18 février 2012.